# 297年
| 千纪： | 1千纪                                                                                           |
| 世纪： | 2世纪 \| 3世纪 \| 4世纪                                                                         |
| 年代： | 260年代 \| 270年代 \| 280年代 \| 290年代 \| 300年代 \| 310年代 \| 320年代                       |
| 年份： | 292年 \| 293年 \| 294年 \| 295年 \| 296年 \| 297年 \| 298年 \| 299年 \| 300年 \| 301年 \| 302年 |
| 纪年： | 丁巳年（蛇年）；西晋元康七年                                                                    |

## 各国领袖

### 亞洲
- 中國 - 西晋皇帝：晋惠帝司马衷（290年－306年）
- 拓跋部 - 
  - 拓跋禄官，东部大人（295年－307年）
  - 拓跋猗㐌，中部大人（295年－305年）
  - 拓跋猗卢，西部大人（295年－316年）
- 铁弗 - 誥升爰（272年－309年）
- 南匈奴 - 劉淵，左部帅（279年－304年）
- 慕容鲜卑 - 慕容廆（285年－333年）
- 仇池 - 杨茂搜（296年－317年）
- 朝鲜半岛（朝鲜三国时代）
  - 百济 - 責稽王，百济王（286年－298年）
  - 伽耶 - 居叱弥王，伽耶君主（291年－346年）
  - 高句丽 - 烽上王，高句丽王（292年－300年）
  - 新罗 - 儒禮尼師今，新罗王（284年－298年）
- 日本- 誉田别尊，倭国国王（270年－310年）
- 亚美尼亚- 梯里达底三世，亚美尼亚王（287年－330年）
- 古卡特利王国（格鲁吉亚库思老王朝） - 米利安三世，伊比利亚国王（284年－361年）
- 贵霜帝国- Vasudeva二世（c.290－310年）
- 印度笈多王朝 - 瓶首王（英语：Ghatotkacha (king)），笈多国王（280年－319年）
- 西薩特拉普王朝- Vishwasen（295年－304年）

### 中东
- 东罗马帝国（四帝共治制） - 
  - 戴克里先，东方奥古斯都（284年－305年）
  - 伽列里乌斯，东方凯撒/执政官（293年－311年）
- 波斯萨珊王朝 - 纳塞赫，波斯沙汗沙（293年－302年）

### 欧洲
- 西罗马帝国（四帝共治制） - 
  - 馬克西米安，西方奥古斯都（286年－305年）
  - 君士坦提烏斯一世，西方凯撒/执政官（293年－306年）
- 爱尔兰 - Fiacha Sraibhtine，爱尔兰高王（285年－322年）

### 非洲
- 库施王朝 - Yesebokheamani（283年－300年）
- 阿克苏姆王国王朝 - Ella Amida（c.300－c.320年）

## 出生
- 前燕文明帝慕容皝（297年－348年，51岁）。
- 庾文君（297年－328年，31岁），晉明帝司馬紹的皇后。

## 逝世
- 陈寿，西晋史学家，《三国志》的作者（233年出生，64岁）。
- 周處，陽羨（今江蘇宜興）人，鄱阳太守周魴之子。